# Glidos
Glidos é uma aplicação para executar jogos desenvolvidos em 3D para MS-DOS com auxílio de recursos gráficos modernos.
A palavra Glidos vem da primeira parte da frase "Glide API" e da palavra DOS. Esta aplicação foi desenvolvida por Paul Gardiner para o ambiente Win9x/XP/Vista/7 para permitir que velhos jogos escritos para ambiente MS-DOS com o driver proprietário Glide (3dfx) e assim fazer vantagem dos computadores modernos.
O conceito iniciou-se em 2001 como uma forma de executar o jogo Tomb Raider, da Core Design.
Tambem para Tomb Raider, Glidos restaurou o som ambiente proveniente da versão para Playstation, mas que não era acessível na versão para PC.
Atualmente, Glidos suporta:
- Tomb Raider I
- Descent II
- The Elder Scrolls Adventures: Redguard
- Carmageddon
- Extreme Assault
- Grand Theft Auto
- Dreams to Reality
- Blood
- Screamer 2
- Red Baron